# Les Affiches de Grenoble et du Dauphiné
Les Affiches de Grenoble et du Dauphiné est un journal d'annonces légales diffusé dans le département de l'Isère. Son siège social est installé 6, avenue de l'Europe à Grenoble.
Hebdomadaire, il paraît tous les vendredis depuis le 24 novembre 1923. Son contenu s'adresse à une majorité d'actifs, professionnels, chefs d’entreprises, commerçants et artisans, cadres moyens et supérieurs pour une information locale et d'annonces judiciaires et légales dans l'agglomération grenobloise et le département.

## Histoire
Tout d'abord installé rue de New-York dans le quartier Chorier-Berriat, le siège du journal déménage de la rue de New-York à l'avenue de l'Europe, dans le quartier de la Villeneuve-Village olympique. L'hebdomadaire est édité par le Groupe Compra (Compagnie des médias et publications Rhône-Alpes).

## Diffusion
Sa zone de couverture est le département de l'Isère et sa diffusion est de 12 500 exemplaires touchant 73 000 lecteurs par semaine.
Il sort chaque année plusieurs hors-séries thématiques (immobilier et trois agendas culturels).
Son contenu est riche en informations généralistes, mais aussi culturelles pour l'ensemble du département de l'Isère.